# Гемпей Аяна
Аяна Гемпей (яп. 源平彩南; нар. 1 червня 1996, Токіо) — японська борчиня вільного стилю, бронзова призерка чемпіонату світу, срібна призерка чемпіонату Азії, володарка Кубку світу.

## Життєпис
Триразова чемпіонка Азії серед юніорів. Чемпіонка світу серед юніорів. Дворазова Чемпіонка світу серед молоді.
Випускниця середньої школи середньої школи Абе Гакуїн, Токіо і університету Шигакукан.

## Спортивні результати на міжнародних змаганнях

### Виступи на Чемпіонатах світу
| Змагання                        | Збірна | Вагова категорія          | Місце  |
| ------------------------------- | ------ | ------------------------- | ------ |
| Чемпіонат світу з боротьби 2018 | Японія | жіноча боротьба, до 65 кг | Бронза |

### Виступи на Чемпіонатах Азії
| Змагання                       | Збірна | Вагова категорія          | Місце  |
| ------------------------------ | ------ | ------------------------- | ------ |
| Чемпіонат Азії з боротьби 2017 | Японія | жіноча боротьба, до 63 кг | Срібло |

### Виступи на Азійських іграх
| Змагання           | Збірна | Вагова категорія          | Місце |
| ------------------ | ------ | ------------------------- | ----- |
| Азійські ігри 2018 | Японія | жіноча боротьба, до 68 кг | 5     |

### Виступи на Кубках світу
| Змагання                    | Збірна | Вагова категорія | Місце  |
| --------------------------- | ------ | ---------------- | ------ |
| Кубок світу з боротьби 2018 | Японія | команда          | Золото |

### Виступи на інших змаганнях
| Змагання                                         | Збірна | Вагова категорія          | Місце  |
| ------------------------------------------------ | ------ | ------------------------- | ------ |
| Klippan Lady Open 2015                           | Японія | жіноча боротьба, до 63 кг | 19     |
| Золотий Гран-прі з боротьби 2015                 | Японія | жіноча боротьба, до 63 кг | 12     |
| Тестовий турнір UWW 2016                         | Японія | жіноча боротьба, до 63 кг | 7      |
| Золотий Гран-прі з боротьби 2016                 | Японія | жіноча боротьба, до 63 кг | Бронза |
| Міжнародний меморіал Дейва Шульца 2017           | Японія | жіноча боротьба, до 63 кг | Бронза |
| Всеяпонський відкритий чемпіонат з боротьби 2018 | Японія | жіноча боротьба, до 65 кг | Бронза |
| Всеяпонський відкритий чемпіонат з боротьби 2021 | Японія | жіноча боротьба, до 68 кг | Бронза |

### Виступи на змаганнях молодших вікових груп
| Змагання                                      | Збірна | Вагова категорія          | Місце  |
| --------------------------------------------- | ------ | ------------------------- | ------ |
| Чемпіонат Азії з боротьби серед юніорів 2014  | Японія | жіноча боротьба, до 67 кг | Золото |
| Чемпіонат Азії з боротьби серед юніорів 2015  | Японія | жіноча боротьба, до 63 кг | Золото |
| Чемпіонат Азії з боротьби серед юніорів 2016  | Японія | жіноча боротьба, до 63 кг | Золото |
| Чемпіонат світу з боротьби серед юніорів 2016 | Японія | жіноча боротьба, до 63 кг | Золото |
| Чемпіонат світу з боротьби серед молоді 2017  | Японія | жіноча боротьба, до 63 кг | Золото |
| Чемпіонат світу з боротьби серед молоді 2018  | Японія | жіноча боротьба, до 65 кг | Золото |